# Brad Riley
Pour les articles homonymes, voir Riley.
Brad Riley, né le 2 juillet 1974 à Hamilton, en Nouvelle-Zélande, est un joueur néo-zélandais de basket-ball, évoluant au poste d'ailier. 